# Oplurus saxicola
Oplurus saxicola Grandidier, 1869 è un sauro della famiglia Opluridae, endemico del Madagascar.